# Geng

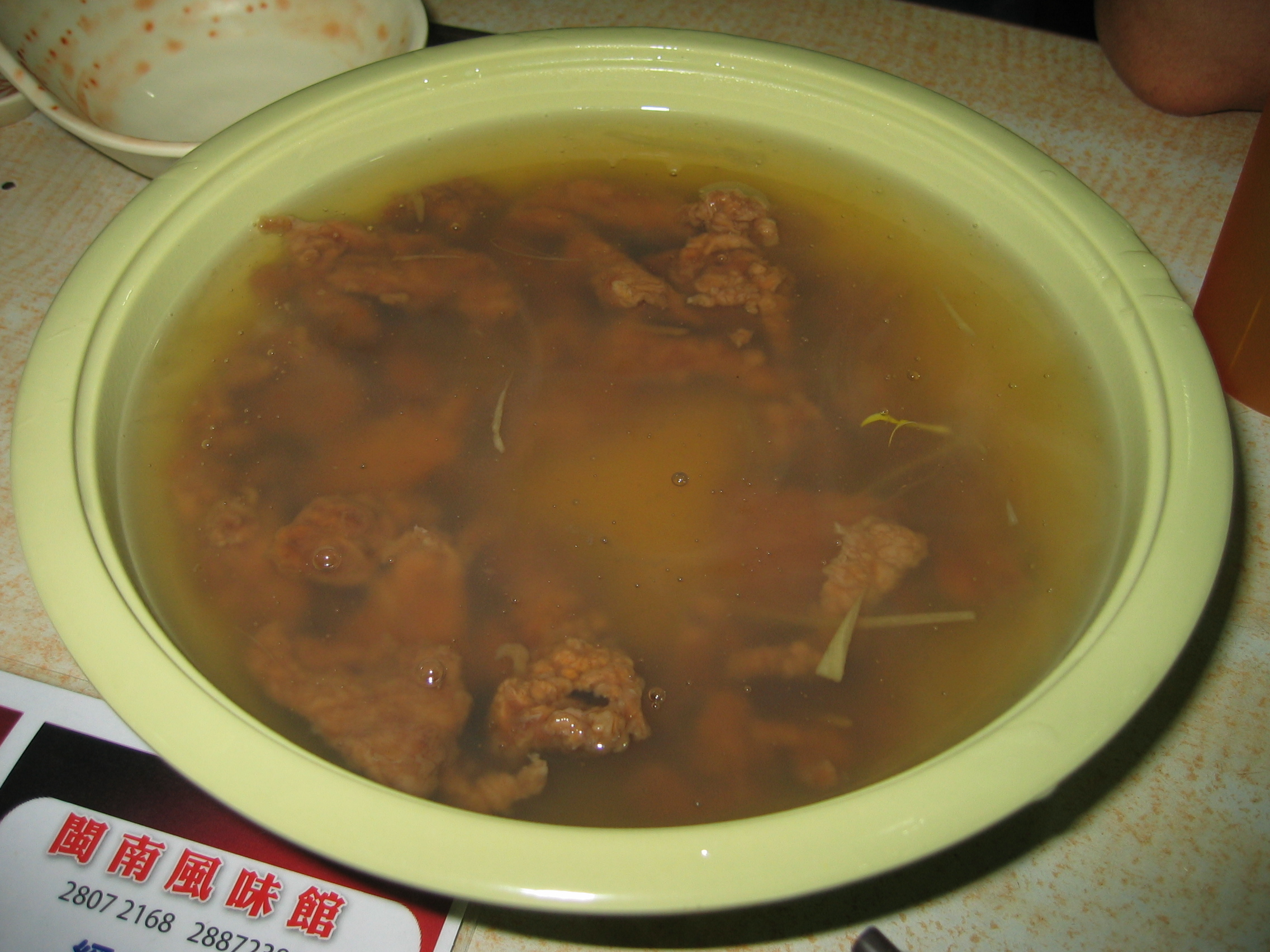
Un plato de geng de carne de ternera en el estilo de Fujian

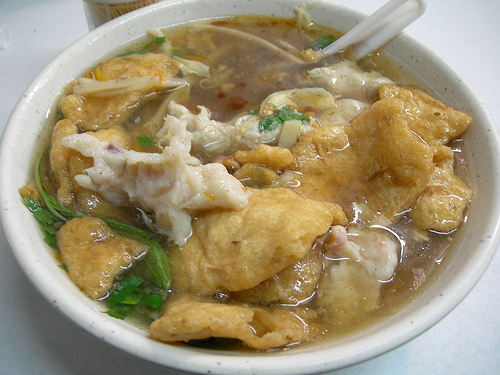
Un cuenco de geng de carne.

El geng (en chino, 羹) es un tipo de sopa espesa frecuente en las cocinas de Fujian y Taiwán. Los ingredientes principales de la sopa suelen consistir en carne, verdura y almidón como agente espesante.